# Intrinsisches Fermi-Niveau
Das intrinsische Fermi-Niveau {\displaystyle W_{\mathrm {i} }} ist das Fermi-Niveau eines intrinsischen (keine Störstellen enthaltenden, undotierten) Halbleiters.
Es ergibt sich durch Gleichsetzen der Elektronen- und der Löcherdichte im thermodynamischen Gleichgewicht:
{\displaystyle N_{\mathrm {c} }\cdot e^{-{\frac {W_{\mathrm {c} }-W_{\mathrm {i} }}{k_{\mathrm {B} }T}}}=N_{\mathrm {v} }\cdot e^{-{\frac {W_{\mathrm {i} }-W_{\mathrm {v} }}{k_{\mathrm {B} }T}}}}
und anschließendes Umstellen nach der Fermi-Energie {\displaystyle W_{\mathrm {F} }}:
{\displaystyle \Leftrightarrow W_{\mathrm {i} }={\frac {W_{\mathrm {c} }+W_{\mathrm {v} }}{2}}+{\frac {1}{2}}\cdot k_{\mathrm {B} }T\cdot \ln \left({\frac {N_{\mathrm {v} }}{N_{\mathrm {c} }}}\right)=W_{\mathrm {F} }}
mit
- {\displaystyle N_{\mathrm {c} }}: effektive Zustandsdichte im Leitungsband
- {\displaystyle N_{\mathrm {v} }}: effektive Zustandsdichte im Valenzband
- {\displaystyle W_{\mathrm {c} }}: Energie der Leitungsbandkante im Bändermodell
- {\displaystyle W_{\mathrm {v} }}: Energie der Valenzbandkante im Bändermodell
- {\displaystyle k_{\mathrm {B} }}: Boltzmannkonstante
- {\displaystyle T}: Temperatur in der Kelvinskala.

Beim dotierten Halbleiter weicht das Fermi-Niveau vom intrinsischen Fermi-Niveau ab.
Das intrinsische Fermi-Niveau liegt immer ungefähr in der Mitte der Bandlücke. Für den Fall der Eigenleitung ist diese Abweichung so gering, dass näherungsweise gesagt werden kann:
{\displaystyle W_{\mathrm {i} }\approx {\frac {W_{\mathrm {c} }+W_{\mathrm {v} }}{2}}\,.}